# Marie Duplessis
Marie Duplessis, nacida Rose-Alphonsine Plessis (Nonant-le-Pin, Orne, Baja Normandía, 15 de enero de 1824-París, 3 de febrero de 1847) fue una famosa cortesana francesa, condesa de Perregaux por matrimonio, cuya vida inspiró la novela La dama de las camelias, de Alexandre Dumas (hijo), y la ópera La traviata, del compositor Giuseppe Verdi. Su vida está considerada como uno de los mayores exponentes del llamado Romanticismo francés.

## Biografía

### Infancia
Alphonsine nació en 1824, en Nonant-le-Pin, Orne, hija de Marin Plessis y de Marie-Anne-Michelle Deshayes. Su padre, buhonero, era hijo natural de una prostituta y de un sacerdote que jamás llegó a reconocerle, mientras que su madre descendía directamente del poderoso linaje de los Du Mesnil d'Argentelles, una familia aristócrata, señores de Argentelles y de Mesnil, entre otros territorios. El poder de los Du Mesnil d'Argentelles había mermado considerablemente desde principios del siglo XVIII, habiendo perdido finalmente su fortuna, sus posesiones y sus títulos durante la Revolución francesa. La abuela de Marie-Anne-Michelle fue la noble dama Anne du Mesnil d'Argentelles. Alphonsine pasó su infancia en su aldea natal junto con su hermana Delphine, rodeadas de miseria y marcadas por el alcoholismo y la violencia de su padre. En 1829 aproximadamente, su madre abandonó el hogar familiar y se marchó a servir como ama de llaves para una amiga de su abuela, Lady Yarborough. Marie-Anne-Michelle no volvería a ver a sus hijas, pues murió un año después, enferma de tuberculosis, en la residencia familiar de los Yarborough a orillas del lago Lemán, en Suiza. Tras la marcha precipitada de su madre, las dos hermanas vivirían con una tía materna, quien al poco tiempo envió de vuelta a Alphonsine con su padre. Éste, según algunos biógrafos, empezó a ofrecerla a algunos hombres a cambio de unas monedas abriéndole la puerta del mundo de la prostitución cuando contaba solamente 12 años.

### Llegada a París
Tras trabajar en un mesón en Exmes y en una fábrica de paraguas en Gacé, Alphonsine llegó a París en 1839 de la mano de una compañía de gitanos circenses a la que, según algunas biografías, había sido vendida por su padre. Trabajó en una tienda de verduras y en una tienda de lencería hasta que conoció en un baile a un restaurador de la Galería Montpensier del Palais Royal que se interesó en su belleza y la tomó como su protegida, instalándola en un pequeño piso. Tras él, llegó el primer hombre que se aprovechó de su necesidad, el conde Antoine Alfred Agénor de Guiche, quien más tarde sería duque de Gramont, príncipe de Bidache y ministro de Asuntos Exteriores de Napoleón III.

### Agénor de Guiche y otros clientes de prostitución

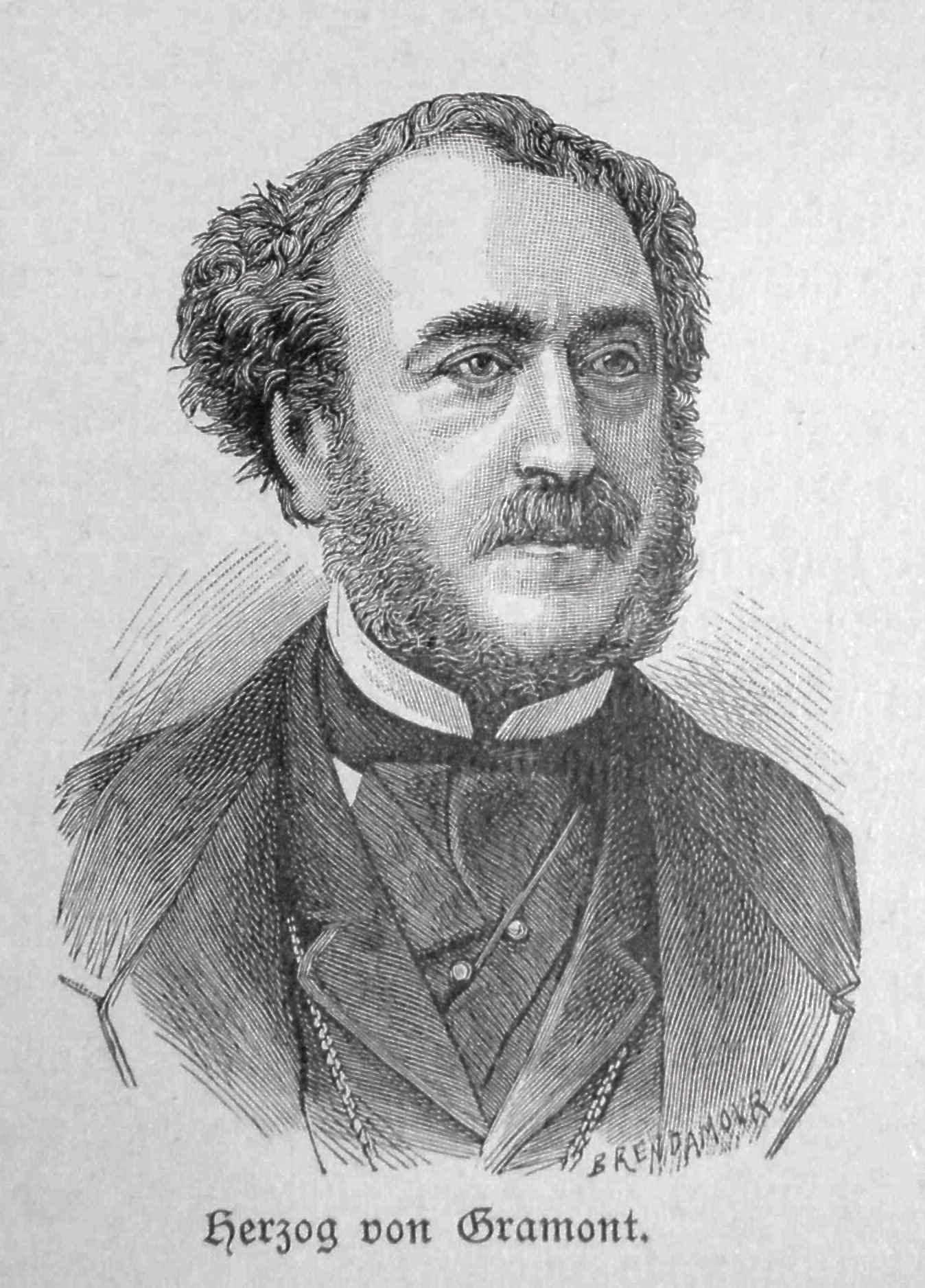
Agénor de Guiche, duque de Gramont.

Siendo ya la mujer a la cual el conde de Guiche compraba con dinero aprovechándose de su necesidad, se afincó en un piso más lujoso y decidió cambiar su nombre por el de Marie, a la vez que añadía a su apellido la partícula Du, con vistas de darle un toque más aristocrático a su triste vida. Además, Agénor pagó un tutor personal que se encargó de enseñarle a escribir, a pronunciar un buen francés, y a impartirle nociones de piano, danza, literatura, historia y protocolo. Cuando los Gramont se enteraron de que el buen nombre de la familia corría peligro de verse relacionado con un hombre que usaba su posición social para aprovecharse de la necesidad de una mujer que ejercía la prostitución, Agénor, presionado, se vio obligado a abandonarla. Así, terminada su relación con el conde de Guiche y empezando a despuntar en la vida social del París decimonónico, llegaron otros tantos hombres, todos ellos ricos o nobles y dispuestos a invertir una gran fortuna en aprovecharse de su necesidad y comprar a un ser humano con dinero: Ferdinand de Montguyon, Roger de Beauvoir, Henri de Contades, Olimpio Aguado, Adrien de Plancy, Pierre de Castellane y Eduardo Delessert, la mayoría de ellos presentados a la cortesana en el famoso y elitista Jockey Club de París, del cual era socia.

### François-Charles-Edouard Perregaux y Gustav Ernst von Stackelberg

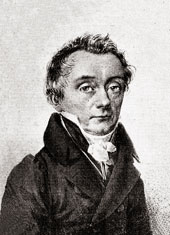
Gustav Ernst von Stackelberg.

En 1841 conoció al que años más tarde se encargaría de convertirla en condesa, François-Charles-Edouard Perregaux, conde de Perregaux (1815-1889). Su aventura amorosa les llevó a pasar un verano romántico en una mansión de Bougival que el conde de Perregaux había comprado para ella. Sin embargo, los síntomas de una feroz tuberculosis empezaron a hacerse patentes en la vida diaria de la joven cortesana, hecho que propició su visita a Baden-Baden en busca de las aguas termales curativas. De regreso en París, Perregaux, viéndose casi arruinado e incapaz de seguir manteniendo la costosa vida de Marie, vendió la mansión y se marchó a Londres aconsejado por el consejero de su familia para poner en orden sus asuntos financieros. Aproximadamente a principios de 1844, mientras tomaba las aguas termales en Bagnères-de-Luchon, conoció al embajador de Rusia en Francia, el septuagenario conde Gustav Ernst von Stackelberg, que la tomaría como su protegida. Según la leyenda que gira en torno a su relación, el conde habría visto en ella la imagen de su hija, recientemente fallecida a causa de la tuberculosis, y habría decidido tomarla bajo su protección. De cualquier manera, éste la cubrió de regalos y alquiló para ella un lujoso entresuelo en el Boulevard de la Madeleine, donde Marie, interesada profundamente en rodearse de escritores, filósofos, poetas, actores y demás genios, celebraba asiduamente cenas que derivaban en tertulias literarias y que lograron reunir a personalidades de la altura de Alexandre Dumas (padre), Alfred de Musset, Eugène Sue y Charles Dickens. Por esta época, se ganó el sobrenombre de "La Divina Marie" y comenzaba a ser la cortesana mejor pagada de todo París, gastando más de 200.000 francos de oro al año. También, era común verla paseando en su cupé azul tirado por caballos purasangre por el Bois de Boulogne, comiendo en la famosa Maison Dorée, o sentada en un palco de cualquier teatro con un ramo de camelias blancas entre las manos.

### Alejandro Dumas, hijo, y Franz Liszt

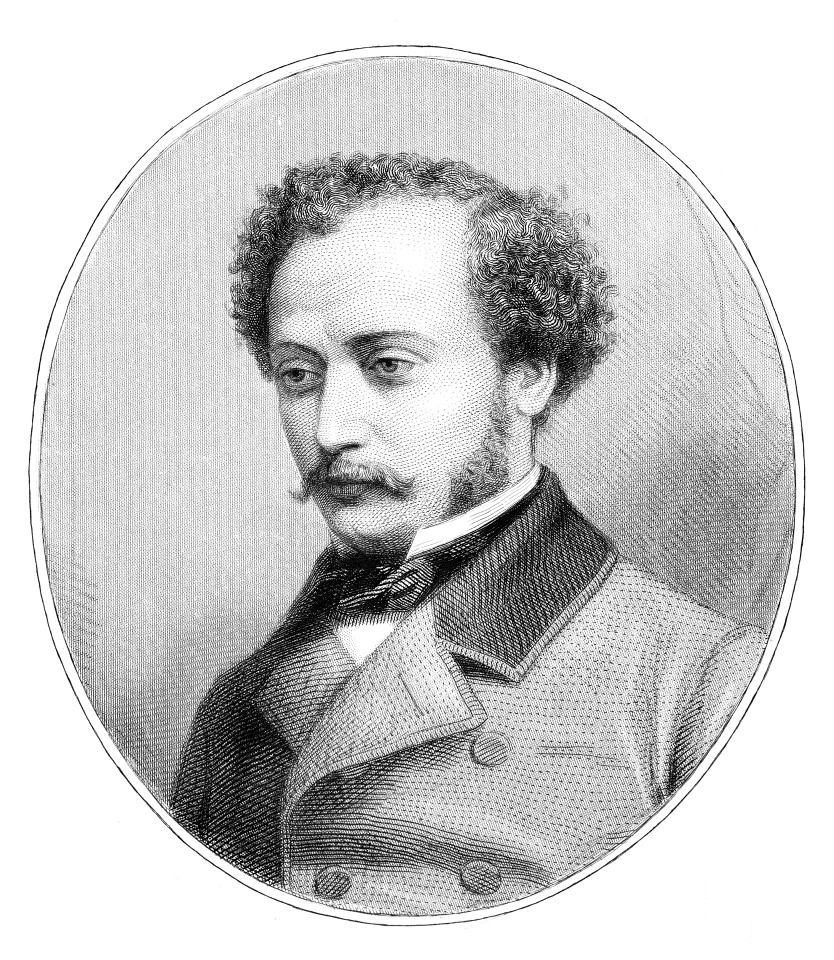
Alexandre Dumas, hijo.

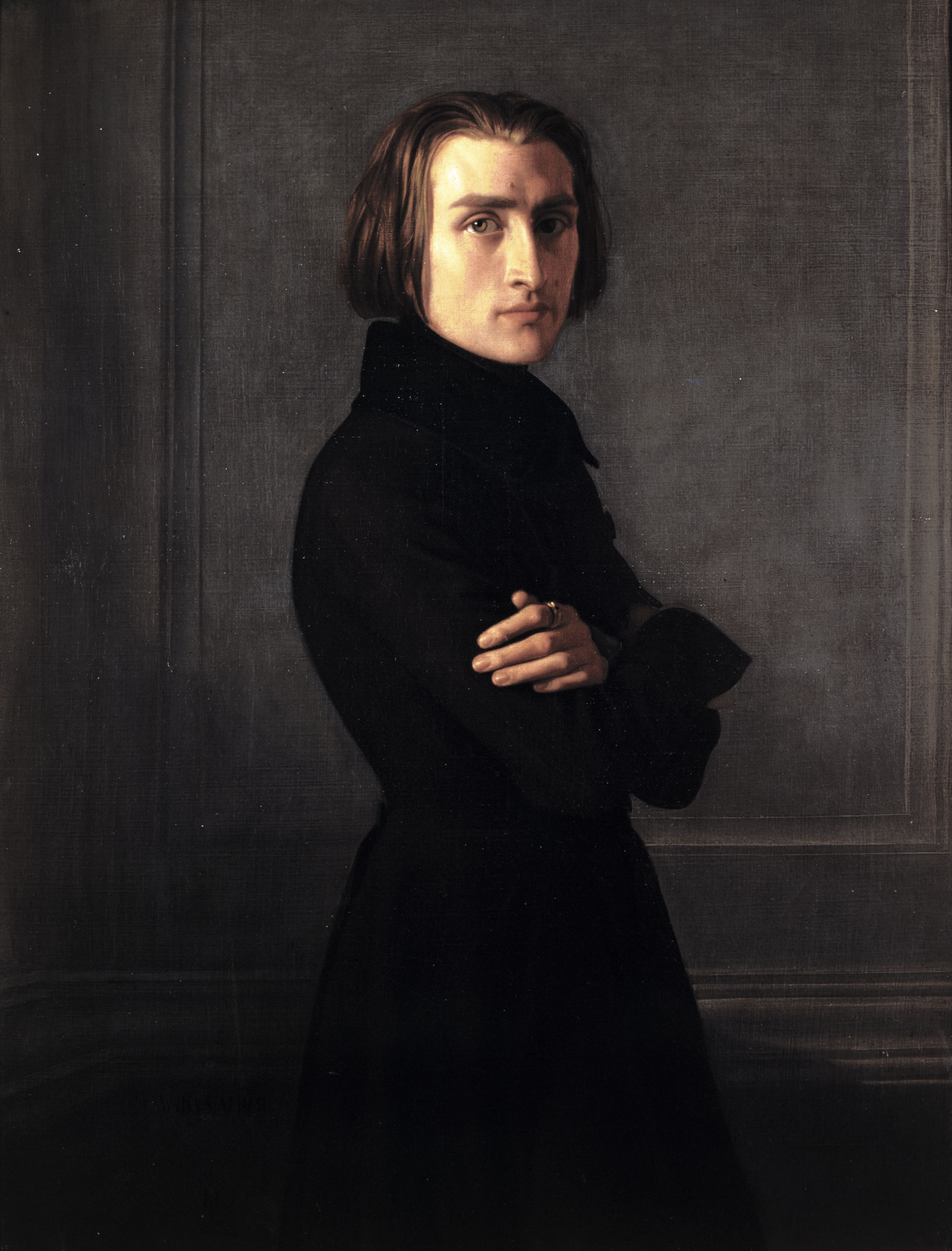
Franz Liszt.

En septiembre de 1844 conoció al hombre que habría de inmortalizarla después, el joven escritor Alexandre Dumas (hijo). Su relación amorosa, llena de altibajos, reproches y celos, duró hasta agosto de 1845, cuando Alexandre le hizo llegar una nota de despedida:

"Querida Marie,
No soy lo bastante rico para amarte como quisiera ni lo suficientemente pobre para ser amado como quisieras tú. Olvidemos todo entonces, tú un nombre que debe de serte casi indiferente, yo una felicidad que se me hace imposible. Es inútil decirte cuánto lo siento porque tú sabes bien cuánto te amo. Así que adiós. Tienes demasiado corazón como para no entender el motivo de mi carta y demasiada inteligencia como para no perdonarme.
Mil recuerdos".
30 de agosto, a medianoche.
A.D.

A pesar de que la vida de Marie Duplessis gira en torno a la de su alter ego, Margarita Gautier, personaje principal de La dama de las camelias, en realidad, su relación con Dumas no fue ni tan romántica ni tan idealizada como el escritor se encargaría más tarde de relatar. Los motivos de su carta de despedida, según algunos autores, no habrían sido ni los celos ni la escasa fortuna que éste podía poner a su disposición, sino el miedo atroz a resultar contagiado por la tuberculosis. Tras esta despedida, Dumas no volvería a verla jamás pues tomó la decisión de marcharse de viaje con su padre a España, donde acudiría al enlace de Antonio de Orleans, duque de Montpensier. La muerte de la cortesana le sorprendió en Marsella, donde un amigo le comunicó la noticia.
Terminada la relación con el joven Dumas, tuvo tiempo aún de realizar la última de sus conquistas. Se trataba del compositor húngaro Franz Liszt, al que conoció en noviembre de 1845 y con quien comenzó una apasionada relación amorosa que terminaría pronto, cuando el músico decidió abandonarla en París turbado por el grandioso éxito que le esperaba en el resto de Europa. Se despidió de la cortesana prometiéndole que realizarían juntos un viaje a Constantinopla, proyecto que se vería frustrado por la muerte de ésta. Cuando Franz se enteró de la muerte de la que había sido su amante, le escribió una emotiva carta a la que era su amiga y amante, la condesa Marie d'Agoult, en la que decía:

"No soy partidario de las Marions de Lorme o las Manons Lescaut. (...) Pero Marie Duplessis era una excepción. Tenía un buen corazón. (...) Fue sin duda la más absoluta y perfecta encarnación de la Mujer que jamás haya existido. Y ahora está muerta y no sé qué extraño acorde de elegía vibra en mi corazón en recuerdo suyo".
Franz Liszt

### Matrimonio

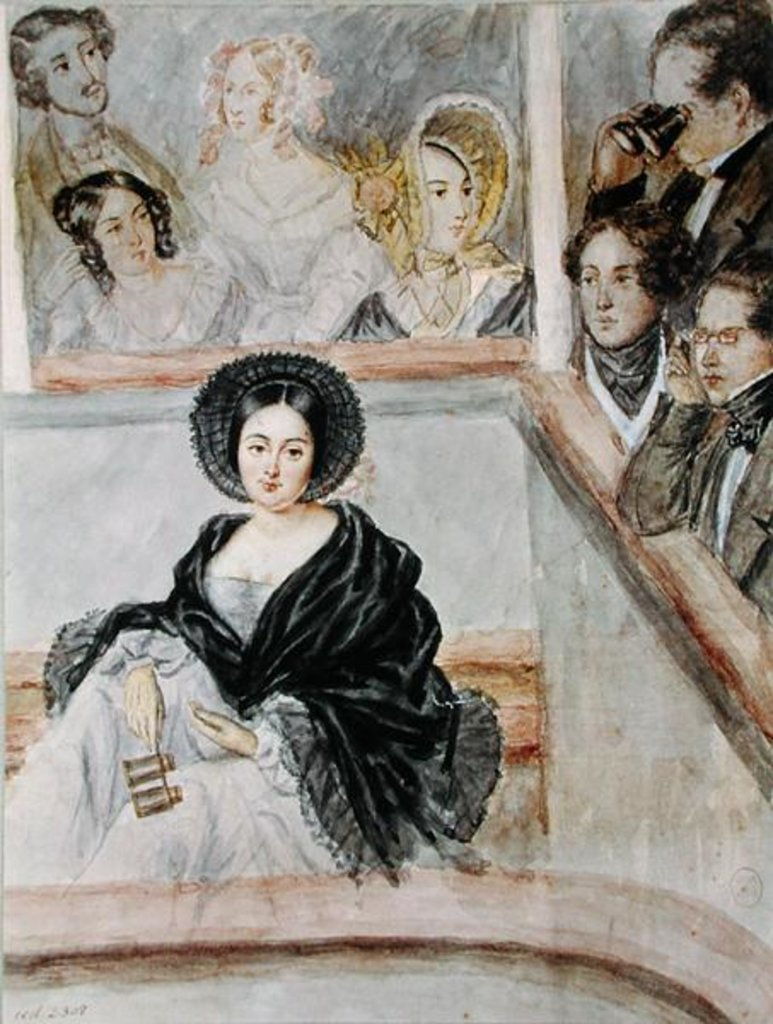
Marie Duplessis, por Camille Roqueplan, c. 1845.

Finalmente, enferma de muerte, abandonada por Dumas y por Liszt, terminó por casarse el 21 de febrero de 1846 en Londres con uno de sus antiguos protectores, el conde de Perregaux. Aunque el matrimonio sólo era legal en el Reino Unido, a su vuelta a París se hizo componer su propio escudo de armas. Con él mandó grabar su vajilla, su papel de cartas e incluso la puerta de sus coches de caballos. A partir de entonces empezaría a ser conocida como Madame la comtesse du Plessis, Madame la comtesse de Perregaux, o siguiendo la moda de utilizar el nombre del marido, Madame la comtesse Edouard de Perreugax.

### Fallecimiento y entierro

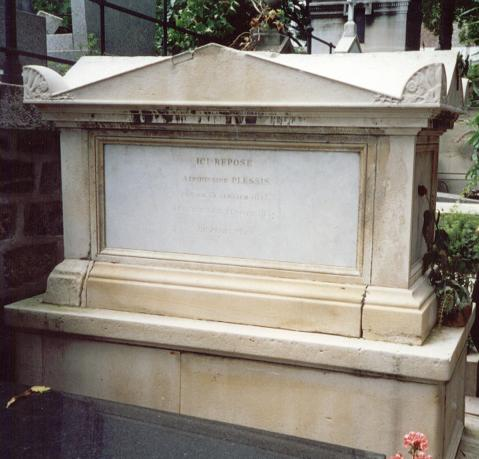
Tumba de Marie Duplessis en el Cementerio de Montmartre.

Finalmente, Marie Duplessis fallecería el 3 de febrero de 1847, a las 23:00, en su piso del Boulevard de la Madeleine, número 11 (hoy 15). Tras recibir la unción de los Santos Óleos, fue amortajada por su sirvienta y velada por su marido y por su protector, el conde ruso Gustav Ernst von Stackelberg, que hacía semanas que no se apartaban de la cabecera de su cama. El funeral se llevó a cabo dos días después, en la iglesia de la Madeleine, siendo enterrada en un nicho temporal del cementerio de Montmartre y, diez días después, trasladada a la tumba donde hoy descansa, cuya construcción fue encargada por su marido y que lleva una simple inscripción sin falsas partículas de nobleza o títulos aristocráticos:

Ici Repose
ALPHONSINE PLESSIS
Née Le 15 Janvier 1824
Decedée le 5 Fevrier 1847
De Profundis

Desde de su entierro hasta hoy, nunca faltan camelias en su tumba que manos anónimas van dejando cada día.

## Influencias en el arte

### En la literatura:La dama de las camelias, de Dumas, hijo
Tras la muerte de la cortesana, Dumas, apesadumbrado, le dedicó una elegía, titulada "M.D.", que está incluida en su obra Péchés de Jeunesse (1847), en la que rememora los meses pasados a su lado. Uno de esos versos hace alusión a los últimos momentos de la cortesana:

Pauvre fille! on m’a dit qu’à votre heure dernière,
Un seul homme était là pour vous fermer les yeux,
Et que, sur le chemin qui mène au cimetière,
Vos amis d’autrefois étaient réduits à deux!
¡Pobre niña! Me dijeron que en vuestra última hora,
Un solo hombre estaba allí para cerraros los ojos, 
Y que en el camino que lleva al cementerio,
Vuestros amigos de otrora ¡se habían reducido a dos!
Alexandre Dumas, hijo.

Sin embargo, Dumas se equivocó ya que su entierro fue muy concurrido.
Meses después, otorgándole el sobrenombre que hoy la caracteriza, Dumas se encerraría en la habitación de un hotel para escribir la que, aunque maquillada, había sido su historia con Marie Duplessis, La dama de las camelias, en la que una joven cortesana, Margarita Gautier, sacrificaba su vida por amor y moría de tuberculosis sola, abandonada y embargada por sus acreedores.

### En la música:La Traviata, de Verdi
Entre 1852 y 1853, Verdi puso música al libreto que Francesco Maria Piave había escrito basándose en la obra de Dumas (hijo). La ópera fue estrenada en el teatro La Fenice de Venecia el 6 de marzo de 1853, siendo un fracaso rotundo. Sin embargo, un año más tarde, la representación de París sería un éxito absoluto, catapultando La Traviata a lo más alto. A partir de entonces, la figura histórica de Marie Duplessis, convertida esta vez en la prostituta Violetta Valery, ha llegado a nuestros días convertida en una figura primordial del romanticismo.

## Museo deLa dama de las camelias

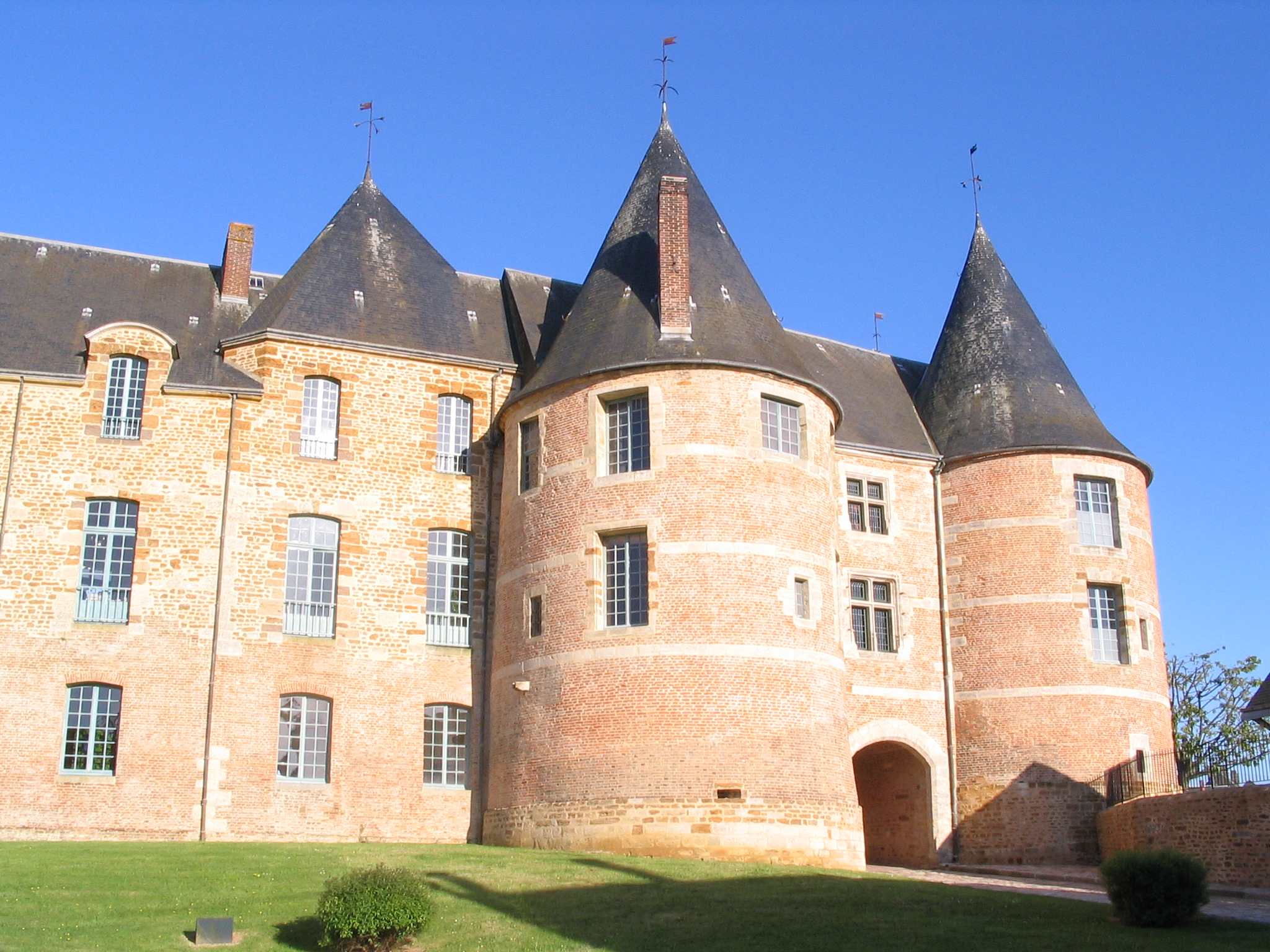
Castillo de Gacé

En la población de Gacé, lugar donde Marie había trabajado durante su preadolescencia en una fábrica de paraguas, se erige un castillo del siglo XVI que alberga hoy un museo dedicado a su vida.